# 宮川将
宮川 将（みやがわ しょう、1990年10月19日 - ）は、大阪府泉南市出身の元プロ野球選手（投手）。右投右打。

## 経歴

### プロ入り前
小学校2年生から野球を始めると、大体大附中学校では準硬式野球部に所属。大体大浪商高校時代は「大阪No1ピッチャー」と評されるも、春夏とも阪神甲子園球場の全国大会に出場できなかったため、プロ志望届を日本学生野球協会へ提出せず大阪体育大学へ進学した。
大阪体育大学では、1年次の阪神大学野球春季リーグ戦で開幕投手に抜擢されると、ベストナインを獲得。1年次の秋に右肘を痛めてからは、同期の松葉貴大と並んで、エースとして活躍した。リーグ戦では、通算29勝9敗、防御率2.00、274奪三振を記録。リーグMVPを3回、最優秀投手賞を1回受賞している。
2012年のNPB育成ドラフト会議で、東北楽天ゴールデンイーグルスから1巡目で指名。支度金300万円、年俸240万円（金額は推定）という条件で、育成選手として契約した。背番号は「121」。なお、ドラフト会議の直前からTBSテレビ制作の『ドラフト緊急生特番!お母さんありがとう』の取材クルーが宮川に密着。同番組への出演中に指名を受けた。

### 楽天時代
2013年、イースタン・リーグの公式戦で、主に中継ぎとして、6月までに3勝0敗、防御率2.89を記録した。6月2日に支配下選手契約へ移行するとともに、背番号を90へ変更。さらに、同日の出場選手登録を経て、6月5日の対東京ヤクルトスワローズ戦（明治神宮野球場）に救援投手として一軍デビューを果たした。8月4日の対北海道日本ハムファイターズ戦（札幌ドーム）では、先発の戸村健次が4回3失点で降板したにもかかわらず、打線が5回表にNPB新記録の1イニング7二塁打で7点を挙げて逆転。5回裏から2番手で登板した宮川は、残りの3イニングを5安打1失点で凌ぐと、一軍でのプロ初勝利を記録するとともにチームの7連勝（球団タイ記録）に貢献した。育成選手としてNPBの球団へ入団した投手が、1年目に一軍公式戦で勝利投手になった事例は初めてであった。8月27日の対オリックス・バファローズ戦（京セラドーム大阪）では、2番手で登板すると、大学時代にエースの座を争った松葉との投げ合いが初めて実現した。9月23日の対日本ハム戦（札幌ドーム）で一軍初先発を果たすと、7回を1安打無失点に抑えて2勝目を挙げた。一軍公式戦全体では、17試合の登板で2勝0敗1ホールド、防御率2.45をマーク。レギュラーシーズン終盤の10月19日には、TBSテレビで放送の『バース・デイ』で、プロ入りまでの半生が改めて紹介された。
巨人との対戦になった日本シリーズへの出場資格者名簿にも登録され、第4戦（10月30日・東京ドーム）の4回裏に、2番手投手としてポストシーズン初登板を果たした。しかし、先頭打者からの2連続四球と長野久義の適時打で1点を失い、4人目の打者・寺内崇幸に対する頭部付近への死球で日本シリーズ史上3人目（球審からの危険球宣告では2人目）の退場処分を受けた。日本シリーズで登板できたのはこの試合だけで、1アウトも取れなかったため、シリーズでの防御率は記録上無限大になっている。
チームの日本シリーズ初制覇によって進出した台湾でのアジアシリーズでは、地元の統一セブンイレブン・ライオンズ（中華職業棒球大聯盟での優勝チーム）と対戦した11月19日の準決勝に先発。しかし、2回途中3失点という内容で敗戦投手になり、チームも決勝進出を逃した。
2014年、オープン戦で出遅れた影響で、5月20日にシーズン初の出場選出登録。登録後の一軍公式戦には、主にロングリリーフで起用された。7月2日の対オリックス戦からは、先発陣の一角に定着。一軍公式戦では、前年と同じ17試合の登板で、3勝1敗1ホールド、防御率4.29という成績を残した。しかし、右肘頭の疲労骨折が判明したことから、レギュラーシーズン終了後の10月15日に骨の移植手術を行った。その影響で、手術後の10月28日には、球団から支配下選手契約の解除を通告。11月10日には、再び育成選手契約を結ぶとともに、背番号も入団時の121に戻した。
2015年、前年の手術からのリハビリへ専念したことに加えて、夏場に右肘のクリーニング手術を受けた。二軍でも実戦登板の機会がなく、支配下登録選手への復帰も見送られた。
2016年、二軍救援陣の柱として、イースタン・リーグ公式戦17試合に登板すると、防御率2.95をマーク。7月17日には、支配下登録選手へ復帰するとともに、背番号を再び90に変更した。7月18日には、自身2シーズン振りの出場選手登録を経て、対日本ハム戦（札幌ドーム）への救援登板で一軍公式戦への復帰を果たした。
2017年、イースタン・リーグ公式戦12試合の登板で、2勝3敗、防御率3.91を記録した。しかし、一軍公式戦への登板機会がなく、シーズン終了後には三たび育成選手契約を締結。背番号も121に戻った。
2018年、イースタン・リーグ公式戦6試合に登板したが、勝敗は付かず、防御率は10.80にまで達した。支配下登録選手への復帰や一軍公式戦への登板に至らないまま、10月1日に球団から戦力外通告を受けた。10月31日付でNPBから自由契約選手として公示されたが、育成選手契約関連の規約に沿った過去の公示と違って、球団は宮川との再契約に至らなかった。11月13日に12球団合同トライアウト（タマホームスタジアム筑後）へ参加。シートバッティング方式で3人の打者と対戦したところ、最速148km/hのストレートで三者凡退に抑えた。

### BCリーグ・武蔵（埼玉）時代
※チームの略称は2019年までが「武蔵」、2020年以降は「埼玉」。
2018年12月7日に、埼玉武蔵ヒートベアーズが、投手コーチとの兼務扱いで宮川と契約したことを発表した。背番号は「18」。
2シーズン在籍し、2020年シーズン終了後の11月16日に埼玉武蔵ヒートベアーズを退団することが発表された。

### 引退後
2021年1月31日、古巣である東北楽天ゴールデンイーグルスの打撃投手に就任した。	

## 選手としての特徴
ストレートと変化球はカーブと2種類のスライダーが武器の本格派右腕。制球力に課題を残す。
楽天への入団後は、2度にわたる右肘の手術や投球フォームの改造によって、ストレートの最高球速が147km/hから151km/hにまで向上。ストレートで常時140km/h台の後半を計測するようになった。

## 詳細情報

### 年度別投手成績
| 年 度     | 球 団     | 登 板 | 先 発 | 完 投 | 完 封 | 無 四 球 | 勝 利 | 敗 戦 | セ 丨 ブ | ホ 丨 ル ド | 勝 率 | 打 者 | 投 球 回 | 被 安 打 | 被 本 塁 打 | 与 四 球 | 敬 遠 | 与 死 球 | 奪 三 振 | 暴 投 | ボ 丨 ク | 失 点 | 自 責 点 | 防 御 率 | W H I P |
| --------- | --------- | ----- | ----- | ----- | ----- | -------- | ----- | ----- | -------- | ----------- | ----- | ----- | -------- | -------- | ----------- | -------- | ----- | -------- | -------- | ----- | -------- | ----- | -------- | -------- | ------- |
| 2013      | 楽天      | 17    | 2     | 0     | 0     | 0        | 2     | 0     | 0        | 0           | 1.000 | 177   | 40.1     | 41       | 5           | 21       | 0     | 0        | 33       | 2     | 0        | 11    | 11       | 2.45     | 1.54    |
| 2014      | 楽天      | 17    | 4     | 0     | 0     | 0        | 3     | 1     | 0        | 0           | .750  | 183   | 42.0     | 44       | 5           | 17       | 0     | 3        | 32       | 2     | 0        | 23    | 20       | 4.29     | 1.45    |
| 2016      | 楽天      | 9     | 0     | 0     | 0     | 0        | 0     | 0     | 0        | 1           | ----  | 35    | 9.2      | 5        | 0           | 3        | 0     | 1        | 9        | 0     | 0        | 1     | 1        | 0.93     | 0.83    |
| 通算：3年 | 通算：3年 | 43    | 6     | 0     | 0     | 0        | 5     | 1     | 0        | 1           | .833  | 395   | 92.0     | 90       | 10          | 41       | 0     | 4        | 74       | 4     | 0        | 35    | 32       | 3.13     | 1.42    |

- 2019年度シーズン終了時

### 記録
- 初登板：2013年6月5日、対東京ヤクルトスワローズ3回戦（明治神宮野球場）[6]、7回裏に5番手で救援登板、2回無失点[31]
- 初奪三振：同上、7回裏に飯原誉士から空振り三振
- 初勝利：2013年8月4日、対北海道日本ハムファイターズ14回戦（札幌ドーム）[32]、5回裏に2番手で救援登板、3回1失点[33]
- 初先発・初先発勝利：2013年9月23日、対北海道日本ハムファイターズ22回戦（札幌ドーム）[12]、7回無失点（被安打1）[34]
- 初ホールド：2016年7月23日、対千葉ロッテマリーンズ12回戦（楽天Koboスタジアム宮城）、11回表に5番手で救援登板、1回無失点

### 独立リーグでの投手成績
| 年 度     | 球 団     | 登 板 | 先 発 | 完 投 | 完 封 | 無 四 球 | 勝 利 | 敗 戦 | セ 丨 ブ | ホ 丨 ル ド | 勝 率 | 打 者 | 投 球 回 | 被 安 打 | 被 本 塁 打 | 与 四 球 | 敬 遠 | 与 死 球 | 奪 三 振 | 暴 投 | ボ 丨 ク | 失 点 | 自 責 点 | 防 御 率 | W H I P |
| --------- | --------- | ----- | ----- | ----- | ----- | -------- | ----- | ----- | -------- | ----------- | ----- | ----- | -------- | -------- | ----------- | -------- | ----- | -------- | -------- | ----- | -------- | ----- | -------- | -------- | ------- |
| 2019      | 武蔵 埼玉 | 21    | 18    | 2     | 0     | 0        | 10    | 3     | 0        | -           | .769  | 496   | 124.0    | 98       | 3           | 40       | -     | 6        | 101      | 3     | 1        | 30    | 30       | 2.18     | 1.11    |
| 2020      | 武蔵 埼玉 | 28    | 3     | 0     | 0     | 0        | 3     | 1     | 4        | -           | .750  | 167   | 39.0     | 31       | 2           | 29       | -     | 2        | 29       | 1     | 0        | 10    | 8        | 1.85     | 1.28    |
| 通算：2年 | 通算：2年 | 49    | 21    | 2     | 0     | 0        | 13    | 4     | 4        | -           | .765  | 663   | 163.0    | 129      | 5           | 69       | -     | 8        | 130      | 4     | 1        | 40    | 38       | 2.10     | 1.21    |

- 2020年度シーズン終了時

### 背番号
- 121 （2013年 - 同年6月1日[5]、2015年 - 2016年7月16日、2018年）
- 90 （2013年6月2日[5] - 2014年、2016年7月17日 - 2017年）
- 18 （2019年 - 2020年）

### 登場曲
- 「ultra soul」B'z（2013年 - ）[35]